# Henri Loyrette
Henri Loyrette, né le 31 mai 1952 à Neuilly-sur-Seine, est un conservateur et historien de l'art français. Directeur du musée d'Orsay (1994-2001),,, puis président-directeur du musée du Louvre (2001-2013), il est actuellement conseiller d'État et président d'Admical, une association destinée à la promotion du mécénat en France.

## Biographie
Fils de l'avocat d'affaires Jean Loyrette, Henri Loyrette étudie en khâgne puis l'histoire à l'université. En 1975, il devient conservateur des musées de France, puis est pensionnaire de l'Académie de France à Rome de 1975 à 1977.
Spécialiste de l'art du XIXe siècle, il entre en 1978 au musée d'Orsay en tant que conservateur et prend la direction du musée en 1994. En 1995, il devient conservateur général du patrimoine. Il met en place de nombreuses expositions, le plus souvent consacrées aux impressionnistes européens et conduit le projet muséographique du Musée de la musique ouvert en 1997.
Il est élu en 1997 à l'Académie des beaux-arts (l'Institut) au fauteuil du journaliste et écrivain Louis Pauwels, devenant alors son plus jeune membre.
Il est nommé le 14 avril 2001 président-directeur de l'établissement public du musée du Louvre en remplacement de Pierre Rosenberg. Sous sa direction, le musée double sa fréquentation, jusqu'à atteindre près de 10 millions de visiteurs annuels, ouvre de nouveaux départements consacrés à l'art de l'islam et aux antiquités romaines d’Orient alors que celui des arts décoratifs peine à naître, et multiplie les expositions temporaires. Henri Loyrette mène également l'ouverture à succès, en décembre 2012, du Louvre-Lens, développe le mécénat, et accompagne la difficile création du Louvre Abou Dabi, auquel il s'oppose d'abord. Il préside ainsi le conseil scientifique de l'Agence France-Muséums, qui coordonne le projet. Depuis décembre 2009, Henri Loyrette préside le conseil d'administration de l'Ensemble intercontemporain.
Il décide de ne pas briguer un nouveau mandat après douze années passées à la tête du musée du Louvre mais souhaite demeurer « au service de l'État ». Par un décret du 5 avril 2013, il est nommé conseiller d'État en service ordinaire (tour extérieur) à compter du 14 avril 2013. Comme Henri Loyrette ne dispose d'aucune formation juridique, cette nomination fait l'objet de controverses. Il est élu président d'Admical, association pour le développement du mécénat industriel et commercial en juin.

## Œuvres
- Gustave Eiffel, Payot, 1986
- Degas : « Je voudrais être illustre et inconnu », coll. « Découvertes Gallimard / Arts » (no 36), Paris : Gallimard, 1988, nouvelle édition en 2012
- Degas inédit, Actes des "Rencontres de l'Ecole du Louvre" (direction scientifique de l'ouvrage) Éditions École du Louvre/la Documentation française, 1989
- Degas, Fayard, 1990
- Impressionnisme, les origines (1859-1869) (catalogue de l'exposition qui s'est tenue au Grand Palais du 19 avril au 8 août 1994), R.M.N., 1994
- La Famille Halévy. Entre le théâtre et l'histoire (direction de l'ouvrage), R.M.N.-Fayard, 1996.
- L'art français. Le XIXe siècle, 1819-1905, Flammarion, 2002
- L'art de monter dans l’échelle sociale(2004)

## Distinctions
- Prix Golden Age (2011) - ministère de la Culture de la République de Bulgarie[9].

## Décorations

### Décorations Françaises
- Commandeur de la Légion d'honneur (2016)[10]
- Officier de l'ordre national du Mérite
- Commandeur de l'ordre des Arts et des Lettres [11].

### Décorations étrangères
- Chevalier de l'ordre du Mérite de la République italienne‎ (2003)[12].
- Officier de l'ordre du Mérite république de Pologne (2008)[13]
- ordre "Saints Cyrille et Méthode" (Bulgarie - 2016)[14]
- médaille Heung-In de l’ordre du mérite (Corée du Sud - 2017)[15]
- Rayons d'Or en Sautoir de l'Ordre du Soleil Levant (Japon - 2022)[16]

## Source
- Fiche sur le site de l'Académie des beaux-arts